# República de Annobón
La República de Annobón es un Estado que declaró unilateralmente su independencia de Guinea Ecuatorial, el 8 de junio de 2022.  Los dirigentes de la república están en el exilio. Su territorio es la isla de Annobón, pequeña isla volcánica de 17 km² en África, a unos 180 km al sur de Santo Tomé y Príncipe y a unos 335 km de la costa de Gabón. Tiene una población de aproximadamente 11000 habitantes. La región administrativa especial de Annobón es miembro de la Organización de Naciones y Pueblos No Representados (UNPO) desde el 10 de mayo de 2024.

## Historia

### Periodo colonial
La isla fue descubierta por los portugueses el 1 de enero de 1471, quienes la nombraron «Anno Bom» (Año Bueno). Inicialmente deshabitada, fue utilizada como escala en el comercio de esclavos entre África y Brasil.
En 1778, Annobón pasó a control español mediante el Tratado de El Pardo. Fue parte del Virreinato del Río de la Plata (que actualmente conforman los países de Argentina, Uruguay Paraguay y Bolivia). Más adelante fue parte del territorio de la colonia española de la Guinea Española (posteriormente se denominaría Guinea Ecuatorial), y en 1968 pasó a depender de este país cuando obtuvo la independencia de España. 

### Movimiento independentista
El movimiento por la independencia de Annobón se intensificó en 2021, cuando se celebraron una serie de Asambleas Generales del Pueblo annobonés. Estas asambleas emitieron resoluciones solicitando autonomía al gobierno de Guinea Ecuatorial.
El 8 de julio de 2022, tras la falta de respuesta del gobierno ecuatoguineano, hubo una declaración unilateral de independencia.
Más adelante los autoproclamados dirigentes de la república propusieron su asociación con Argentina, como provincia o estado asociado,  apelando al hecho histórico de haber estado bajo la jurisdicción de la capital del Virreinato del Río de la Plata, Buenos Aires.
 “Podemos ser parte de una provincia argentina o un estado asociado”Orlando Cartagena Lagar, primer ministro de Annobón, radio Rivadavia de Argentina, 28 de mayo 2025

## Gobierno y política
El gobierno autoproclamado de la República de Annobón está configurado de la siguiente manera:
- Presidente y Jefe de Estado: Pa Nando Palas Bahê
- Primer Ministro y Jefe de Gobierno: Orlando Cartagena Lagar[14]
- Ministro de Asuntos Exteriores: Reginaldo Piño Huesca
- Ministra de Asuntos Sociales: Nemesia Cachina Zamora
- Ministro de Información: Gaudencio Isabel Vilá

El movimiento busca restablecer el sistema de gobierno tradicional llamado "Gôvôndôl d'Ambô", liderado por un Jefe de Estado elegido y supervisado por el Vidjil, considerado el depositario de la soberanía nacional.

## Geografía

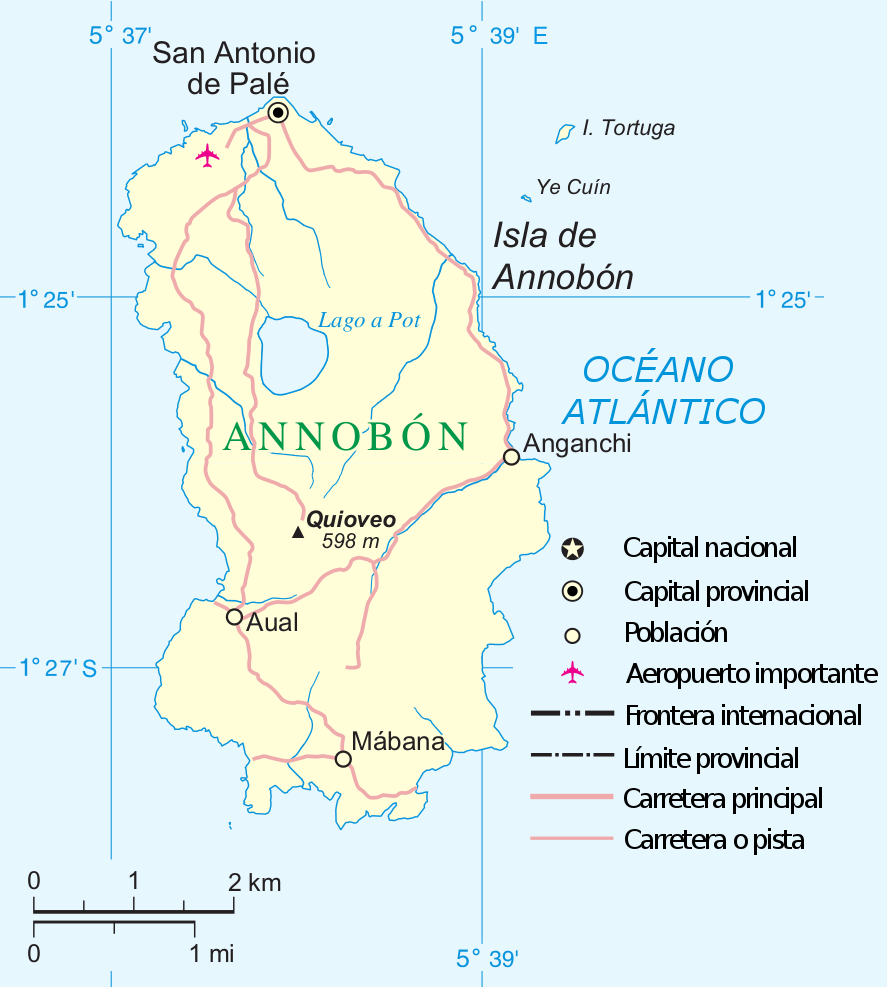
Principales localidades de Annobón

Es una isla volcánica de forma alargada y ovalada que consiste en una gran roca basáltica muy peñascosa y varios islotes rocosos, todo alrededor a unos 2,5 km de la misma.
Surgió hace 4,8 millones de años, en el Terciario, y la última actividad volcánica fue hace menos de 100 000 años. El pico más alto es el Quioveo que posee 598 m s. n. m. La altura desde el lecho marino es de aproximadamente 4200 m. Posee una superficie de 18 km². Tiene 6 km de largo y 3 km de ancho.
Tiene riachuelos como el Aguas Claras, que como su nombre indica es de agua fresca y potable. Posee un cráter convertido en laguna, (lago Mazafin, A Pot o Crater Lake en mapas en inglés) de 600 m de longitud por 400 m de anchura, en el centro de la isla. Contrastan acantilados y colinas quebradas, costas y arrecifes abruptos por un lado y hermosos valles y unas pocas calas de arena dorada como las del Caribe, por el otro. 
La subida y bajada de las mareas hacen aparecer y desaparecer largas playas arenosas y fondos marinos rocosos y llenos de pescado.
La humedad de relieve aumenta la frondosidad de la vegetación hidrófila, desde la costa hacia el interior, con algunas variaciones. La parte norte de la isla, con una menor precipitación, presenta un paisaje semiárido que durante la estación de lluvias se cubre de extensas formaciones herbáceas de gramíneas. El sur, sometido a los vientos húmedos, es un hábitat de selva húmeda ecuatorial incluyendo plantaciones abandonadas de cocoteros, cacaotales y cafetales que cubren el 75 % de la superficie. Entre los 400 y los 500 metros, la temperatura es más agradable para los europeos.

## Demografía y cultura
La población de Annobón desciende principalmente de esclavos angoleños traídos durante el periodo colonial portugués en el siglo XVI.
El principal idioma hablado en Annobón es el fá d'ambô,  un criollo portugués que comparte entre un 60% y un 80% de su léxico con el criollo forro o saotomense, y un 10% con el español. El español es uno de los idiomas oficiales de Guinea Ecuatorial.
La isla cuenta con los municipios:
- San Antonio de Palé
- Mabana
- Awal
- Anganchi

## Economía
La economía de Annobón se ha basado principalmente en la pesca y la agricultura de subsistencia. Históricamente, se han cultivado cacao, cocos y tabaco.

## Estatus actual y reconocimiento internacional

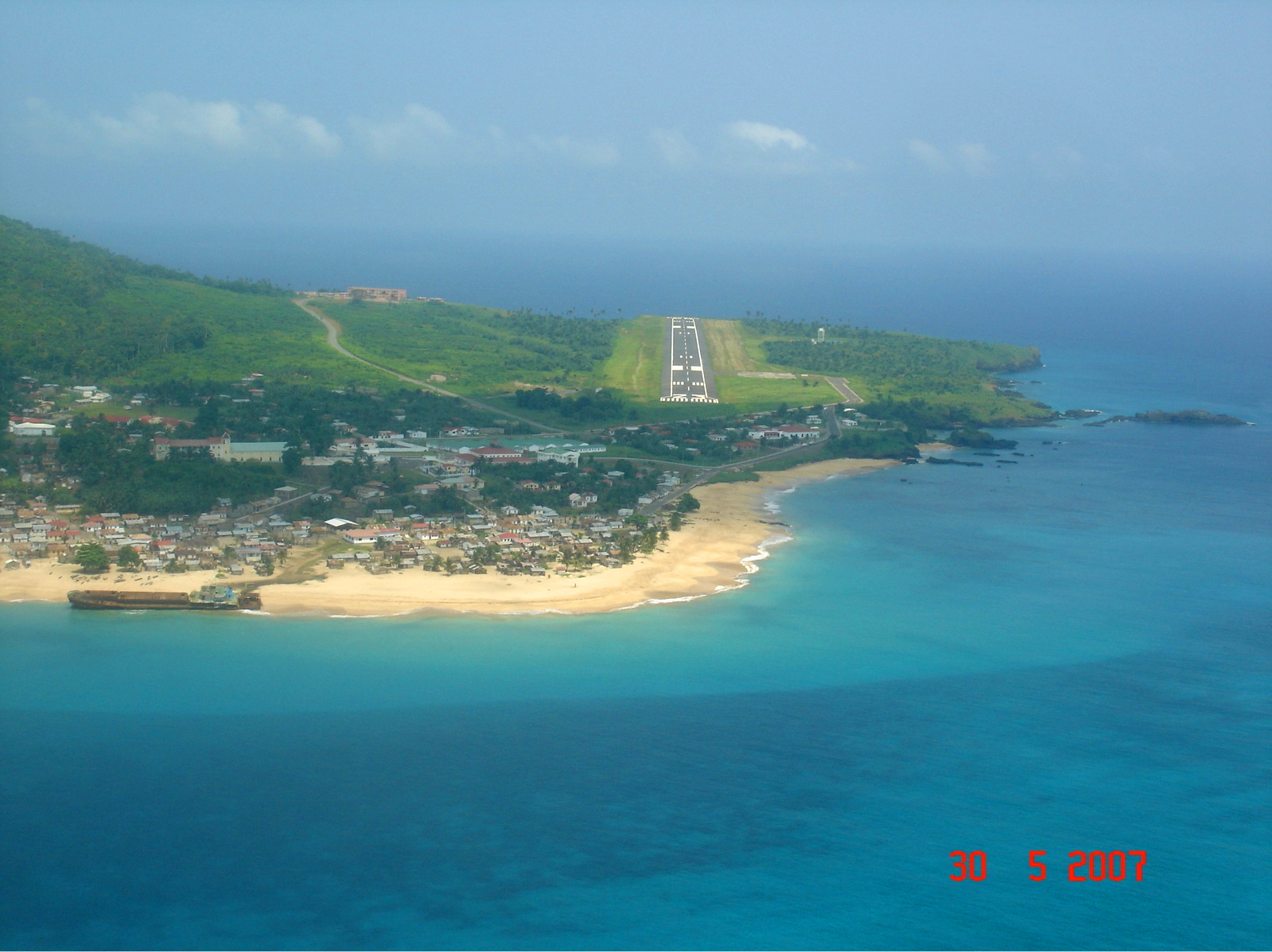
Vista de San Antonio de Palé y el aeropuerto en 2007.

Aunque el movimiento por la República de Annobón mantiene sus aspiraciones de autonomía, la isla sigue siendo parte integral de Guinea Ecuatorial. La comunidad internacional no reconoce a Annobón como un estado independiente.
En mayo de 2024, una delegación del gobierno autoproclamado de la República de Annobón se incorporó formalmente a la Organización de Naciones y Pueblos No Representados (UNPO), buscando apoyo y reconocimiento para su causa independentista.
En noviembre de 2024, la República de Annobón marcó un hito significativo en su búsqueda de reconocimiento internacional al participar en el Foro de las Naciones Unidas sobre Cuestiones de las Minorías en Ginebra. Encabezada por el presidente Nando Palas Bahê y el primer ministro Orlando Cartagena Lagar, la delegación annobonesa aprovechó esta plataforma para exponer su situación como nación bajo ocupación de Guinea Ecuatorial, denunciando violaciones de derechos humanos y políticas de aislamiento forzado. Durante el evento, los representantes se reunieron con miembros de la UNPO y el Relator Especial sobre Cuestiones de las Minorías, además de participar en sesiones temáticas. Aunque Annobón aún no cuenta con reconocimiento oficial como estado independiente, su presencia en este foro internacional representa un paso crucial en su esfuerzo por ganar visibilidad global y avanzar en su causa de autodeterminación.

## Controversias
El movimiento independentista alega que el gobierno de Guinea Ecuatorial ha impuesto políticas de persecución, represión y discriminación sistemática contra la población de Annobón. También se han denunciado violaciones a los derechos humanos y una precaria situación humanitaria en la isla.
El 17 de julio de 2024, un grupo de ciudadanos de Annobón firmó un manifiesto titulado "Voz del pueblo annobonés en cuanto a la explosión de las dinamitas", exigiendo el cese de las detonaciones en la isla. Este documento criticaba las explosiones realizadas por la empresa SOMAGEC para la extracción de recursos minerales, que han causado daños significativos desde 2008.
En respuesta, el régimen de Guinea Ecuatorial, liderado por Teodoro Obiang Nguema Mbasogo, intensificó la represión:
1. Detenciones arbitrarias: Al menos 42 annoboneses fueron arrestados en la isla, Malabo y Bata.[20]
2. Violación de derechos: Los detenidos fueron privados de asistencia legal y sometidos a presuntas torturas.
3. Militarización: Se enviaron fuerzas militares adicionales a Annobón.[19]
4. Aislamiento: Se cortó la cobertura telefónica e internet en la isla.
5. Traslados forzosos: Algunos detenidos fueron llevados a la prisión de Black Beach en Malabo.

Estas acciones han sido denunciadas ante el Grupo de Trabajo sobre Detención Arbitraria de las Naciones Unidas como parte de un patrón más amplio de represión política. Este grupo, del Consejo de Derechos Humanos de la ONU, tras un proceso contradictorio entre el abogado de las 37 víctimas annobonesas detenidas, Aitor Martinez Jiménez, y el Estado ecuatoguineano, finalmente decidió solicitar a Guinea Ecuatorial la liberación inmediata de todos los ciudadanos annoboneses, requiriendo además que fueran indemnizados y que Guinea Ecuatorial hiciera pública la decisión. Como consecuencia de esta decisión, Guinea Ecuatorial indultó a las 37 annoboneses detenidos.   